# Argyria croceivittella
Argyria croceivittella là một loài bướm đêm trong họ Crambidae.